# Néstor Gallego
Néstor Gallego Caparrós (n. 1915) fue un político y periodista español.

## Biografía
Nacido en Cádiz en 1915, fue maestro de escuela de profesión. Encontrándose en Mallorca, en octubre de 1935 ingresó en Falange. 
Organizó una escuadra de falangistas —de la cual también era su líder—, y desempeñó además las funciones de jefe provincial de Prensa y Propaganda. También participó en el entrenamiento paramilitar de los militantes falangistas. Detenido y encarcelado por las autoridades republicanas en la primavera de 1936, sería liberado por los sublevados al comienzo de la Guerra civil. Tuvo un papel relevante en la Falange mallorquina al comienzo de la contienda. Llegó a dirigir el periódico Falange, entre 1937 y 1939. También fue redactor del semanario falangista Aquí Estamos. Durante la Dictadura franquista desempeñó el cargo de delegado provincial de Información y Turismo en varias provincias.